# 涅格林納亞河

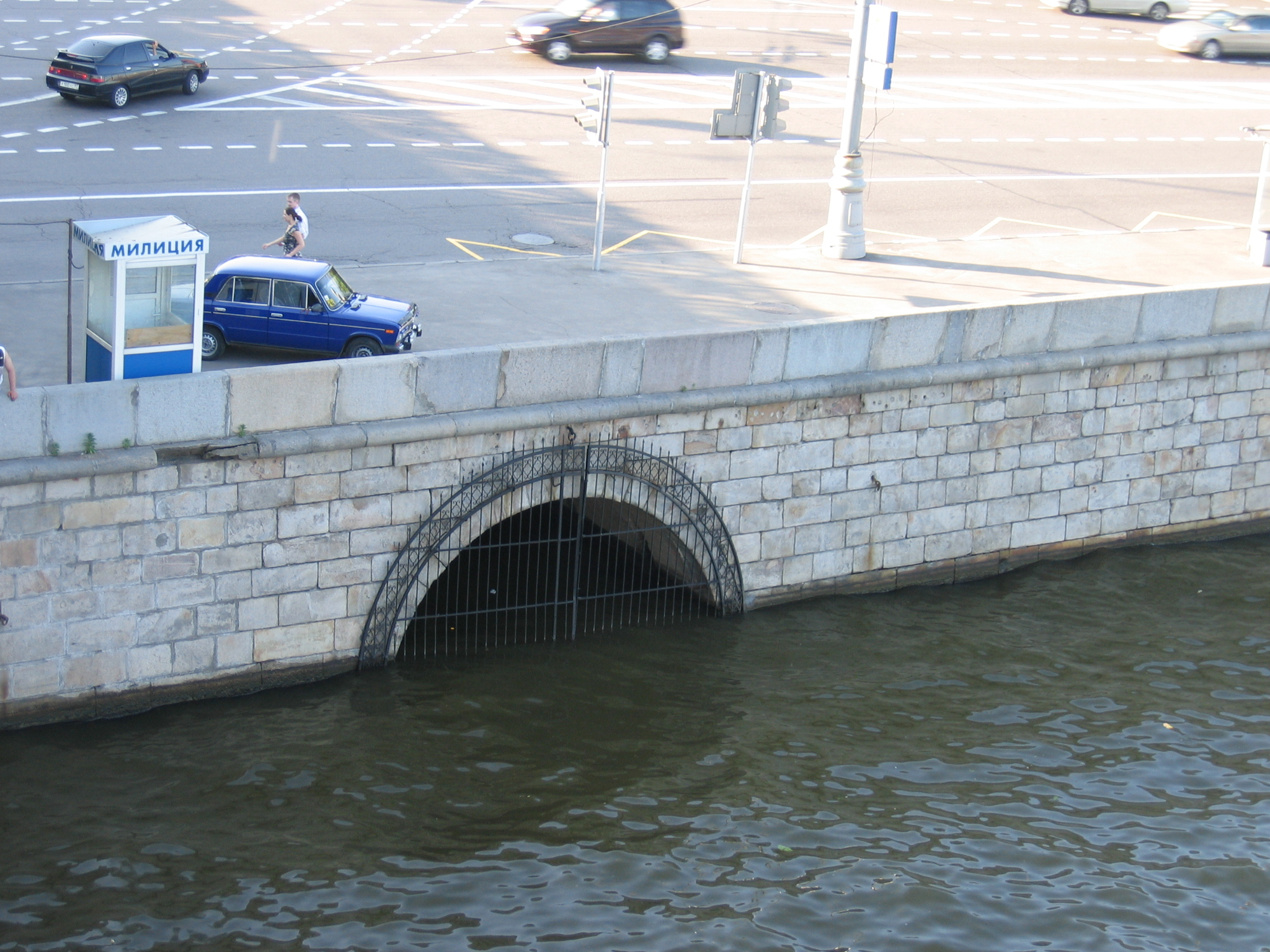
涅格林納亞河

涅格林納亞河是俄羅斯的河流，位於莫斯科內，屬於莫斯科河的左支流，河道全長7.5公里，闊度約1.5公里，水深25米，有4條左支流和13條右支流。
2010年4月29日，莫斯科市長在接受塔斯社採訪時表示，涅格林納亞河內出現長達10釐米的巨型蟑螂。